# 梅拉妮·科克
梅拉妮·科克（英語：Melanie Kok，1983年11月4日—），加拿大女子赛艇运动员。她曾代表加拿大参加2008年夏季奥林匹克运动会赛艇比赛，获得女子轻量级双人双桨铜牌。